# Токування
Токування — особлива поведінка птахів на початку шлюбного періоду, що сприяє залучення самки або самця і приведення їх у стан готовності до спарювання. Одна з форм спілкування тварин. Токування виражається по-різному: птахи можуть співати, робити токові польоти, вживати особливих поз, при яких демонструється яскраво забарвлене оперення, влаштовувати бійки і «турніри», будувати гнізда і т. д. Особливо характерно токування для полігамних птахів (наприклад, для тетеревів) ; у них самці збираються на токові майданчики окремо від самок. У рідкісних випадках поліандрії — токують самки (плавунець). У моногамних птахів самець токує біля своєї самки.